# Torneio Internacional de Toulon de 2002
O Torneio Internacional de Toulon de 2002 foi a trigésima edição do torneio, que ocorreu de 6 a 17 de maio. O evento, como em todos os anos, é sediado na cidade de Toulon, França. A competição contou com a participação de dez seleções.
O Brasil derrotou a Itália pelo placar de 2 a 0 na grande decisão e conquistou o título de forma invicta, o sexto na história da Seleção Brasileira no Torneio de Toulon.

## Países participantes
| - África do Sul - Alemanha - Brasil - China - Inglaterra | - Irlanda - Itália - Japão - Polónia - Portugal |

## Resultados

### Grupo A
| Pos. | Seleção    | Pts | J | V | E | D | GP | GC | SG |
| ---- | ---------- | --- | - | - | - | - | -- | -- | -- |
| 1    | Brasil     | 8   | 4 | 2 | 2 | 0 | 7  | 1  | +6 |
| 2    | Inglaterra | 8   | 4 | 2 | 2 | 0 | 2  | 0  | +2 |
| 3    | Portugal   | 3   | 4 | 0 | 3 | 1 | 1  | 2  | -1 |
| 4    | China      | 3   | 4 | 0 | 3 | 1 | 3  | 5  | -2 |
| 5    | Polónia    | 2   | 4 | 0 | 2 | 2 | 3  | 8  | -5 |

### Grupo B
| Pos. | Seleção       | Pts | J | V | E | D | GP | GC | SG |
| ---- | ------------- | --- | - | - | - | - | -- | -- | -- |
| 1    | Itália        | 9   | 4 | 3 | 0 | 1 | 10 | 2  | +8 |
| 2    | Japão         | 7   | 4 | 2 | 1 | 1 | 8  | 6  | +2 |
| 3    | Alemanha      | 6   | 4 | 1 | 3 | 0 | 8  | 7  | +1 |
| 4    | Irlanda       | 4   | 4 | 1 | 1 | 1 | 4  | 7  | -3 |
| 5    | África do Sul | 1   | 4 | 0 | 1 | 3 | 2  | 10 | -8 |

## Fase final

### Terceiro Lugar
| 17 de maio | Japão | 0 – 0 | Inglaterra | Estádio Mayol, Toulon |
|            |       |       |            |                       |

|  |       | Penalidades |
|  | 5 – 4 |             |

### Final
| 17 de maio | Brasil | 2 – 0 | Itália | Estádio Mayol, Toulon |
|            |        |       |        |                       |

## Classificação final
A classificação final é determinada através da fase em que a seleção alcançou e a sua pontuação, levando em conta os critérios de desempate.
| Pos.                        | Seleção       | Gr | Pts | J | V | E | D | GP | GC | SG |
| --------------------------- | ------------- | -- | --- | - | - | - | - | -- | -- | -- |
| Final                       |               |    |     |   |   |   |   |    |    |    |
| 1                           | Brasil        | A  | 11  | 5 | 3 | 2 | 0 | 9  | 1  | +8 |
| 2                           | Itália        | B  | 9   | 5 | 3 | 0 | 2 | 10 | 4  | +6 |
| Decisão do 3º e 4º lugares  |               |    |     |   |   |   |   |    |    |    |
| 3                           | Japão         | B  | 8   | 5 | 2 | 2 | 1 | 8  | 6  | +2 |
| 4                           | Inglaterra    | A  | 9   | 5 | 2 | 3 | 0 | 7  | 1  | +6 |
| Eliminados na primeira fase |               |    |     |   |   |   |   |    |    |    |
| 5                           | Alemanha      | B  | 6   | 4 | 1 | 3 | 0 | 8  | 7  | +1 |
| 6                           | Irlanda       | B  | 4   | 4 | 1 | 1 | 2 | 4  | 7  | -3 |
| 6                           | Portugal      | A  | 3   | 4 | 0 | 3 | 1 | 1  | 2  | -1 |
| 7                           | China         | A  | 3   | 4 | 0 | 3 | 1 | 3  | 5  | -2 |
| 8                           | Polónia       | A  | 2   | 4 | 0 | 2 | 2 | 3  | 8  | -5 |
| 9                           | África do Sul | B  | 1   | 4 | 0 | 1 | 3 | 2  | 10 | -8 |

## Campeão
| Torneio Internacional de Toulon de 2002 |
| --------------------------------------- |
| BRASIL Campeão (6º título)              |